# Commission exécutive (1848)
Pour les articles homonymes, voir Commission exécutive.
Deuxième République
Gouvernement provisoire de 1848 Gouvernement Eugène Cavaignac
La Commission exécutive de la République française est un gouvernement éphémère de la Seconde République française, composé de membres assumant collectivement et de manière égalitaire la charge de chef de l'État. François Arago en est la figure principale. La Commission siège du 9 mai au 28 juin 1848, avant la désignation d'Eugène Cavaignac comme chef du gouvernement.

## Origines de la Commission exécutive
Cette commission remplace le gouvernement provisoire au lendemain des élections du 23 avril 1848, destinées à désigner les membres de l'Assemblée nationale. Dans cette assemblée les républicains de conviction (les « républicains de la veille ») sont minoritaires (285 sur 800 élus). Les conservateurs, voire les royalistes camouflés en « républicains du lendemain », dominent. Ils en profitent pour écarter du gouvernement les éléments « socialistes » tels Louis Blanc et Albert qui avaient été imposés par les classes populaires parisiennes en février 1848. Même Ledru-Rollin, jugé trop « avancé » et républicain par la majorité des députés ne doit son élection à la Commission exécutive qu'à l'insistance de Lamartine qui fait admettre à l’Assemblée l'effet déplorable qu'aurait eu l'éviction de ce chef républicain. Les membres de cette commission et les ministres sont des républicains modérés soutenus par le journal Le National.

## Membres de la Commission
Nominations du 9 mai 1848
- François Arago
- Louis-Antoine Garnier-Pagès
- Alphonse de Lamartine
- Alexandre Auguste Ledru-Rollin
- Pierre Marie de Saint-Georges

## Ministres
À côté de la Commission exécutive, œuvrent différents ministres.
Nominations du 11 mai 1848
- Ministre de l'Intérieur : Adrien Recurt
- Ministre des Affaires étrangères : Jules Bastide
- Ministre des Finances : Charles Duclerc
- Ministre de la Justice : Adolphe Crémieux jusqu'au 7 juin 1848
- Ministre des Travaux publics : Ulysse Trélat
- Ministre de l'Agriculture et du Commerce : Ferdinand Flocon
- Ministre des Cultes : Eugène Bethmont
- Ministre de l'Instruction publique : Lazare Hippolyte Carnot
- Ministre de la Guerre : Jean-Baptiste Adolphe Charras jusqu'au 17 mai 1848
- Ministre de la Marine et des Colonies : amiral Joseph Grégoire Casy
  - Sous-secrétaire d'État à l'Instruction publique : Jean Reynaud
  - Sous-secrétaire d'État à l'Intérieur : Nicolas Henri Carteret
  - Sous-secrétaire d'État aux Affaires étrangères : Jules Favre

Remaniement du 17 mai 1848
- Ministre de la Guerre : Louis Eugène Cavaignac

Nomination du 6 juin 1848
- Sous-secrétaire à la Marine et des Colonies : Raymond de Verninac Saint-Maur

Remaniement du 7 juin 1848
- Ministre de la Justice : Eugène Bethmont

## Fin de la Commission lors desjournées de Juin
La Commission exécutive ne bénéficiant pas d'appuis suffisants dans l'Assemblée constituante laisse, en fait, gouverner celle-ci. La majorité conservatrice de l'Assemblée s'empresse de réduire les acquis populaires de février 1848. Après avoir proclamé par acclamation la République, le 4 mai, et désigné les membres de la Commission exécutive, la Constituante refuse, le 10 mai, la proposition de Louis Blanc de créer un ministère du Progrès destiné à améliorer le sort des classes populaires. Le 12, elle interdit la pratique des délégations des clubs présentant leurs pétitions à l'Assemblée. Elle profite de l'échec de la manifestation populaire du 15 mai en faveur des insurgés polonais pour se débarrasser des chefs républicains, Auguste Blanqui, Raspail, Armand Barbès, Albert, Huber qui sont arrêtés et condamnés à la prison par la Haute Cour de Bourges, en mars-avril 1849.
Les députés s'alarment de la participation des ouvriers des Ateliers nationaux à la manifestation alors que le gouvernement pensait en faire une force d'opposition au prolétariat parisien. Mais ils reprennent confiance en constatant que des gardes nationaux de province ont fait mouvement vers Paris pour aider les forces de l'ordre parisiennes. La Constituante profite de cet échec populaire pour remplacer à des postes clés les "républicains de la veille". Caussidière est démis de ses fonctions de préfet de police de Paris et remplacé par le banquier Ariste Jacques Trouvé-Chauvel. Le général De Courtais, qui avait marqué une certaine sympathie pour les insurgés du 15 mai, est emprisonné et remplacé à la tête de la Garde nationale par le général Clément-Thomas. Louis Blanc est inquiété et accusé, faussement, par Jules Favre d'avoir participé  à la manifestation. Le président de l'Assemblée Buchez, s'étant montré incapable face aux insurgés qui avaient envahi la salle de réunion de l'assemblée est remplacé par l'ex-procureur rouennais Sénard. Le directeur des Ateliers nationaux Émile Thomas est contraint de s'exiler quelque temps à Bordeaux, afin de laisser le champ libre pour une action contre cette institution symbolique de l'esprit de la Révolution française de 1848.
Le 24 mai, le ministre Ulysse Trélat, cédant aux attaques des conservateurs comme le comte de Falloux, demande la dissolution des ateliers nationaux, mais la Commission exécutive temporise. Cependant, les élections complémentaires à l'Assemblée constituante, conduisent au renforcement du parti conservateur (Adolphe Thiers élu dans quatre départements redevient député). Le prétendant bonapartiste Louis-Napoléon Bonaparte, bien qu'en exil en Angleterre, est élu dans quatre départements et, même s'il renonce à siéger, constitue une menace. Par contre, les Parisiens élisent des républicains avancés comme Proudhon et Pierre Leroux. Aussi le 21 juin, les conservateurs obtiennent la dissolution effective des Ateliers Nationaux, dont les membres âgés de 18 à 25 ans doivent s'enrôler dans l'armée, tandis que les autres doivent quitter Paris pour divers chantiers en province, dont la Sologne, pour y creuser le canal de la Sauldre. Le 22 au matin, les ouvriers conduits par Pujol se réunissent place du Panthéon, et envoient une délégation pour rencontrer Marie qui les menace d'employer la force s'ils n'obéissent pas. Le 23 juin, les premières barricades s'élèvent près de la Porte Saint-Denis, les gardes nationaux envoyés pour dégager les rues tirent ; c'est le début de l'insurrection des journées de juin. Le 24 au matin, l'assemblée démet la Commission exécutive, décrète l’état de siège et confie tous les pouvoirs au général Louis Eugène Cavaignac qui maintient les ministres à leur poste et prend le commandement des troupes qui écrasent les insurgés parisiens.